# Ianthocincla lunulata
Ianthocincla lunulatus là một loài chim trong họ Leiothrichidae.